# Édouard Belin
Édouard Belin (5. března 1876 Vesoul – 4. března 1963 Montreux, Švýcarsko) byl švýcarský fotograf a vynálezce.

## Život a dílo
Belin vynalezl první systém přenosu obrazu po drátě tzv. belinograf (fototelegraf nebo také telestereograf) roku 1913. Vyzkoušel jej 13. ledna téhož roku na lince Paříž–Amiens. Belinograf skenoval obraz pomocí fotobuňky a přenášel jej po obyčejné telefonní lince. Systém byl založen na podobných principech, které se dodnes používají ve faxových přístrojích. Předloha se osvětlovala po řádcích a světelný signál byl převáděn na elektrický. Édouard Belin položil základ pro službu firmy AT&T Wirephoto service. V Evropě se podobná služba označovala jako Belino.

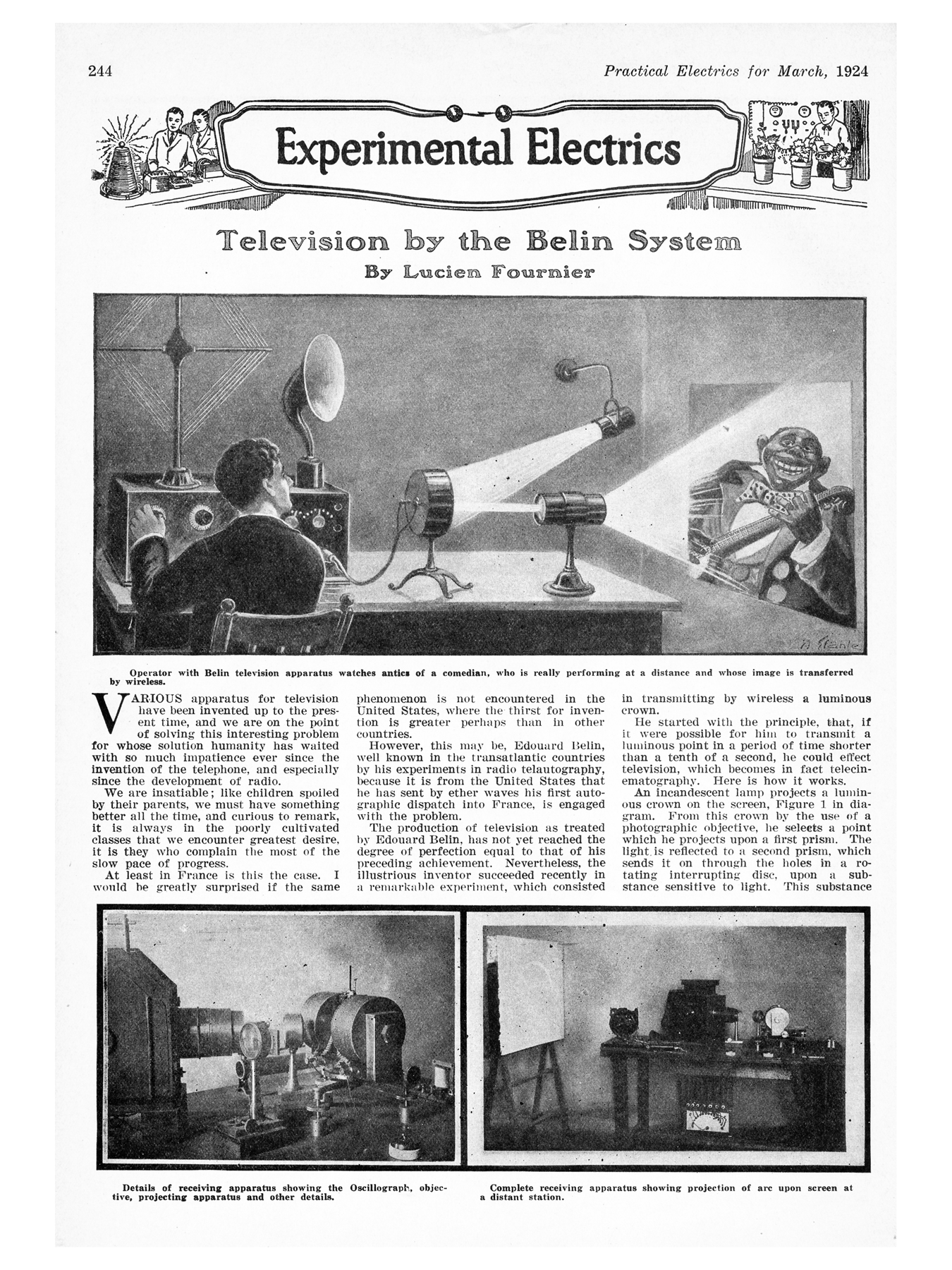
Television apparatus, 1924

Belin vynalezl také přístroj na měření sluneční radiace a přístroj na přenos pohyblivého obrazu (television apparatus).
Belin byl prezidentem Francouzské fotografické společnosti (Société Française de Photographie).